# Neogonodactylus curacaoensis
Neogonodactylus curacaoensis är en kräftdjursart som först beskrevs av Schmitt 1924.  Neogonodactylus curacaoensis ingår i släktet Neogonodactylus och familjen Gonodactylidae. Inga underarter finns listade i Catalogue of Life.